# Adventureracen

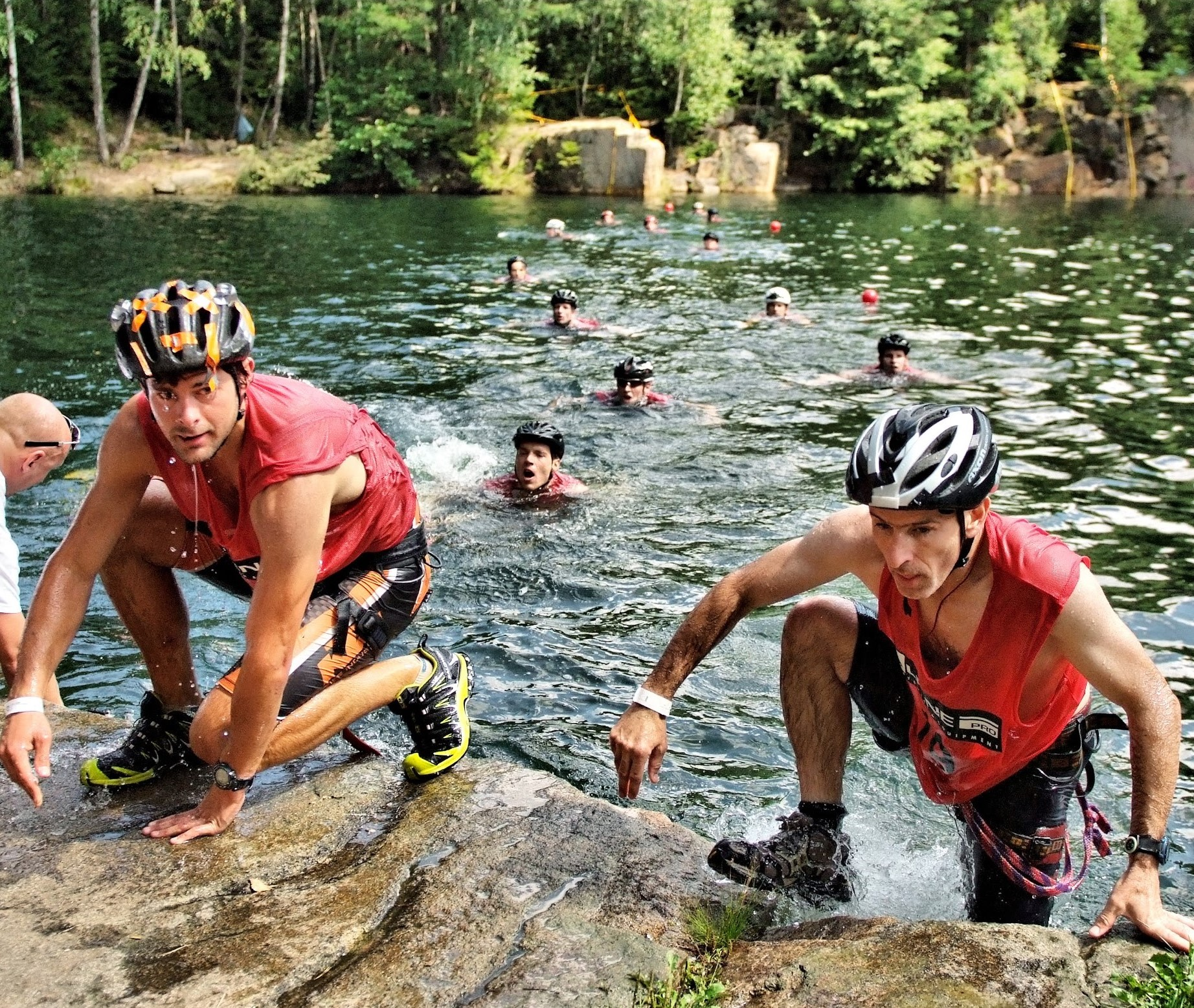
Adventurerace

Adventureracen is een multisportdiscipline waarbij een route van A naar B naar C, enzovoort wordt afgelegd met een combinatie van buitensportdisciplines.
De routekeuze is overwegend vrij. Het kaartlezen is dan ook een belangrijk aspect van het adventureracen omdat het een grote invloed heeft op de hoeveelheid tijd die je nodig hebt om de route af te leggen.
Het kan dus zijn dat men in een wedstrijd moet lopen, fietsen of kanoën/kajakken. Dit is afhankelijk van het type wedstrijd. Het kan ook zijn dat men moet zwemmen, skeeleren, langlaufen, mountainbiken etc. Bijzonder aan de sport is dat het een (overwegend) non-stop strijd is. Afhankelijk van de wedstrijd slapen de deelnemers niet of zeer weinig.

## Adventureracen in Nederland
De adventureraces in Nederland zijn veelal 4, 8, 12 en 24 uurs races. In andere landen zijn ook meerdaagse races dit worden expedition-style races genoemd.

## Nederlands kampioenschappen
- 2006 - WAZAR in Wijk aan Zee
- 2007 - Outdoor Challenge in Eindhoven
- 2008 - NAAC in Malmedy
- 2009 - Malheur Raid XL
- 2010 - X-Bionic Veluwe Classic in Wageningen
- 2011 - AR Bronckhorst in Hengelo
- 2012 - Outdoor Challenge in Eindhoven
- 2013 - HARZ in Duitsland
- 2014 - Bear Trophy in Limburg
- 2015 - Auenland Adventure Race in Lahntal (Duitsland)
- 2016 - Hard van Brabant in Breda
- 2022 - All Terrain Challenge in Eindhoven
- 2023 - Raid Lowlands in Valkenburg
- 2024 - Blue Bear Berlicum in Berlicum

### Nederlands Kampioenschap 2008
Mixed 

 Team X-Bionic 

 DART Mixed 

 Falke Sleepmonsters 2  

Overall

 DART Merrel 

 Salomon 

 Team X-Bionic 

### Nederlands Kampioenschap 2012
Overall

 ST-Art (in 2013 verdergegaan onder Team INOV8/Cube-bikes) 

 DART 

 De Blonde Goden 

### Nederlands Kampioenschap 2014
Overall

 Dutch Adventure 

 Team INOV8/Cube-bikes 

 AR Team Wilgenweard  

### Nederlands Kampioenschap 2015
Overall

 Dutch Adventure 1 (voorheen Team INOV8/Cube-bikes) 

 AR Team Wilgenweard 

 Team Puursterk 

## Belgisch Kampioenschap 2008
Mixed 

 Les Gonzs 

 Smart 

 Eider Alpisport  

Overall 

 Malheur Ultrasport 

 Les Gonzs 

 Outmates 

## Europees kampioenschap
De West European Adventure Race Series (WERS) is het officieuze (West-)Europese kampioenschap van "expedition style" adventureracen. De serie bestaat in 2009 uit een zestal races.
Sedert 2012 is het Europees kampioenschap georganiseerd door "European Adventure Racing Association" die de "European Series in Adventure Racing" organiseert. in 2015 bestaande uit tien races waarbij één geldt als Europees kampioenschap (Beast of Ballyhoura in Ierland in 2015).

## Wereldkampioenschap
De AR-worldseries is een wereldkampioenschapsserie van "expedition style" adventureracen. Via de races kunnen teams zich kwalificeren voor het wereldkampioenschap later in het jaar.